# Sofia Loren (Jack de Nijs)
Sofia Loren is een single van Jack de Nijs. Hij bracht het nog onder zijn eigen naam uit en werd later bekend onder zijn artiestennaam Jack Jersey. De Nijs schreef het nummer zelf.
De Nijs plaatste het nummer Adio amore (Ik moet nu van je gaan) op de B-kant. Daarnaast verscheen het op zijn album Jack de Nijs zingt Sofia Loren. In het lied verklaart hij de liefde aan de Italiaanse actrice Sophia Loren. Hij prefereert haar boven Brigitte Bardot. 
In België bracht hij de single ook uit, maar de hitnoteringen bleven beperkt tot de middenregionen van de Nederlandse hitparades. Een Duitstalige cover van Ray Miller bereikte de Duitse hitlijst.

## Hitnoteringen
De versie van Jack de Nijs stond enkele weken in de Nederlandse hitlijsten.
| Sofia Loren in de Nederlandse Top 40 (inclusief songtekst) van 11-4-1970 t/m 25-5-1970 | Sofia Loren in de Nederlandse Top 40 (inclusief songtekst) van 11-4-1970 t/m 25-5-1970 | Sofia Loren in de Nederlandse Top 40 (inclusief songtekst) van 11-4-1970 t/m 25-5-1970 | Sofia Loren in de Nederlandse Top 40 (inclusief songtekst) van 11-4-1970 t/m 25-5-1970 | Sofia Loren in de Nederlandse Top 40 (inclusief songtekst) van 11-4-1970 t/m 25-5-1970 |
| Week                                                                                   | 1                                                                                      | 2                                                                                      | 3                                                                                      |                                                                                        |
| -------------------------------------------------------------------------------------- | -------------------------------------------------------------------------------------- | -------------------------------------------------------------------------------------- | -------------------------------------------------------------------------------------- | -------------------------------------------------------------------------------------- |
| Positie                                                                                | 30                                                                                     | 23                                                                                     | 26                                                                                     | uit                                                                                    |

| Sofia Loren in de Hilversum 3 Top 30 van 18-4-1970 t/m 25-4-1970 | Sofia Loren in de Hilversum 3 Top 30 van 18-4-1970 t/m 25-4-1970 | Sofia Loren in de Hilversum 3 Top 30 van 18-4-1970 t/m 25-4-1970 | Sofia Loren in de Hilversum 3 Top 30 van 18-4-1970 t/m 25-4-1970 |
| Week                                                             | 1                                                                | 2                                                                |                                                                  |
| ---------------------------------------------------------------- | ---------------------------------------------------------------- | ---------------------------------------------------------------- | ---------------------------------------------------------------- |
| Positie                                                          | 21                                                               | 25                                                               | uit                                                              |

## Covers
Er verschenen enkele covers van het lied, waaronder in 1970 van de schlagerzanger Ray Miller (artiestennaam van Rainer Müller). Zijn single stond vier weken in de Duitse hitlijst met nummer 30 als hoogste notering. De vertaling schreef hijzelf onder het pseudoniem Reiner Weingeist.
In België werd het door Decap Organ Antwerp samen met andere nummers op een elpee uitgebracht in een draaiorgelversie.